# Reverie (Tinashe)
Reverie è il mixtape della cantante statunitense Tinashe, pubblicato il 6 settembre 2012 dal RCA Records. 
Il mixtape è stato pubblicato dopo l'uscita del suo primo mixtape, In Case We Die, dopo un periodo quattro anni come cantante del gruppo dance pop, The Stunners.
Come produttore esecutivo, Tinashe ha arruolato una varietà di produttori per lavorare con lei sul mixtape, tra cui Wes Tarte, BMarz, Nez & Rio, Best Kept Secret, B. Hendrixx, Troobadore, K-BeatZ, Daughter, XXYYXX, Roc & Mayne, JRB The Producer, ed oltre ad produrre Tinashe ha anche scritto tutte le canzoni del mixtape.

## Sfondo
Per la registrazione del mixtape Reverie è stato auto-composto, registrato e progettato interamente nella stanza di Tinashe, proprio come nel suo lavoro precedente. Per Reverie, Tinashe fu il produttore esecutivo, collaborando con vari produttori fin dal suo primo progetto, In Case We Die come, K-BeatZ, Wes Tarte and B. Hendrixx così come sta lavorando con nuovi produttori ad esempio, BMarz, Nez & Rio, Best Kept Secret, Troobadore, Roc & Mayne, JRB The Producer e col famoso produttore XXYYXX.
Tinashe ha preso dal suo blog ufficiale, per spiegare il significato che sta dietro il mixtape e del suo titolo francese Reverie (che significa sognare ad occhi aperti).

## Tracce
1. Fear Not – 2:33
2. Stargazing – 3:45
3. Yours – 4:37
4. Slow – 4:28
5. Another Me – 4:09
6. Come When I Call – 4:34
7. Illusions – 0:45
8. Reverie – 3:57
9. I'm Selfish – 2:42
10. Ecstasy – 3:23
11. Who Am I Working For? – 3:47
12. Let You Love Me (XXYYXX Remix) – 3:48